# Kurumi Nara
Kurumi Nara (Japonés: 奈良くるみ, nacida el 30 de diciembre de 1991 en Osaka, Japón) es una exjugadora de tenis. Cuenta con un título entre su palmarés. Su mejor ranking ha sido el 32°.

## Títulos WTA (1; 1+0)

### Individuales (1)
| Leyenda                    |
| Grand Slam (0)             |
| Juegos Olímpicos (0)       |
| WTA Tour Championships (0) |
| Premier Mandatory (0)      |
| Premier 5 (0)              |
| Premier (0)                |
| International (1)          |

| N.º | Fecha                 | Torneo         | Superficie | Oponente en la final | Resultado     |
| --- | --------------------- | -------------- | ---------- | -------------------- | ------------- |
| 1.  | 23 de febrero de 2014 | Río de Janeiro | Dura       | Klára Zakopalová     | 6-1, 4-6, 6-1 |

#### Finalista en individual (1)
| N.º | Fecha               | Torneo     | Superficie | Oponente en la final | Resultado     |
| --- | ------------------- | ---------- | ---------- | -------------------- | ------------- |
| 1.  | 3 de agosto de 2014 | Washington | Dura       | Svetlana Kuznetsova  | 3-6, 6-4, 4-6 |

### Dobles (0)
| Leyenda                    |
| Grand Slam (0)             |
| Juegos Olímpicos (0)       |
| WTA Tour Championships (0) |
| Premier Mandatory (0)      |
| Premier 5 (0)              |
| Premier (0)                |
| International (0)          |

#### Finalista en dobles (2)
| N.º | Fecha                    | Torneos               | Surperfie | Pareja        | Oponetes en la final            | Resultado |
| --- | ------------------------ | --------------------- | --------- | ------------- | ------------------------------- | --------- |
| 1.  | 2 de agosto de 2014      | Washington            | Dura      | Hiroko Kuwata | Shuko Aoyama Gabriela Dabrowski | 1-6, 2-6  |
| 2.  | 19 de septiembre de 2015 | Tokio (International) | Dura      | Misaki Doi    | Hao-Ching Chan Yung-Jan Chan    | 1-6, 2-6  |

## Clasificación en torneos del Grand Slam
| Torneos                   | 2012 | 2011 | 2012 | 2013 | 2014 | 2015 | 2016 | G–P   |
| ------------------------- | ---- | ---- | ---- | ---- | ---- | ---- | ---- | ----- |
| Grand Slam                |      |      |      |      |      |      |      |       |
| Abierto de Australia      | Q2   | Q3   | Q3   | Q2   | 3R   | 1R   | 2R   | 3–3   |
| Roland Garros             | 1R   | Q2   | Q1   | Q2   | 2R   | 2R   | 2R   | 3–4   |
| Wimbledon                 | 2R   | Q2   | Q1   | Q3   | 2R   | 2R   | 2R   | 4–4   |
| Abierto de Estados Unidos | A    | Q2   | Q2   | 3R   | 2R   | 2R   | 2R   | 5–3   |
| G–P                       | 1–2  | 0–0  | 0-0  | 2–1  | 5-4  | 3-4  | 4-4  | 15-15 |

## Títulos ITF 7 (4;3)

### Individuales 9 (4-5)
| Torneos de $100,000 |
| Torneos de $75,000  |
| Torneos de $50,000  |
| Torneos de $25,000  |
| Torneos de $10,000  |

| Resultado   | N.º | Fecha                   | Torneo                   | Superficie | Oponentes             | Resultado          |
| ----------- | --- | ----------------------- | ------------------------ | ---------- | --------------------- | ------------------ |
| Campeona    | 1.  | 26 de octubre de 2008   | Hamamatsu, Japón         | Carpet     | Chinami Ogi           | 6-2, 6-3           |
| Subcampeona | 1.  | 7 de junio de 2009      | Komoro, Japón            | Arcilla    | Yurika Sema           | 3-6, 6-1, 4-6      |
| Campeona    | 2.  | 2 de agosto de 2009     | Obihiro, Japón           | Carpet     | Junri Namigata        | 7-6(9-7), 4-6, 6-4 |
| Subcampeona | 2.  | 6 de septiembre de 2009 | Tsukuba, Japón           | Dura       | Suchanun Viratprasert | 3-6, 4-6           |
| Subcampeona | 3.  | 21 de febrero de 2010   | Arizona, Estados Unidos  | Dura       | Abigail Spears        | 1-6, 2-6           |
| Subcampeona | 4.  | 11 de julio de 2010     | Texas, Estados Unidos    | Dura       | Jamie Hampton         | 3-6, 4-6           |
| Campeona    | 3.  | 25 de julio de 2010     | Kentucky, Estados Unidos | Dura       | Stéphanie Dubois      | 6-4, 6-4           |
| Subcampeona | 5.  | 1 de agosto de 2011     | Beijing, China           | Dura       | Su-Wei Hsieh          | 2-6, 2-6           |
| Campeona    | 4.  | 31 de octubre de 2011   | Texas, Estados Unidos    | Dura       | Sesil Karatantcheva   | 1-6, 6-0, 6-3      |

### Dobles 6 (3-3)
| Torneos de $100,000 |
| Torneos de $75,000  |
| Torneos de $50,000  |
| Torneos de $25,000  |
| Torneos de $10,000  |

| Resultado   | N.º | Fecha                    | Torneo                 | Superficie | Compañera         | Oponentes                         | Resultado              |
| ----------- | --- | ------------------------ | ---------------------- | ---------- | ----------------- | --------------------------------- | ---------------------- |
| Campeona    | 1.  | 4 de mayo de 2008        | Gifu, Japón            | Carpet     | Kimiko Date-Krumm | Melanie South Nicole Thijssen     | 6–1, 6–7(8–10), [10–7] |
| Campeona    | 2.  | 20 de julio de 2008      | Miyazaki, Japón        | Carpet     | Misaki Doi        | Kimiko Date-Krumm Tomoko Yonemura | 4–6, 6–3, [10–7]       |
| Subcampeona | 1.  | 3 de mayo de 2009        | Gifu, Japón            | Carpet     | Misaki Doi        | Sophie Ferguson Aiko Nakamura     | 2–6, 1–6               |
| Subcampeona | 2.  | 2 de agosto de 2009      | Obihiro, Japón         | Carpet     | Rika Fujiwara     | Natsumi Hamamura Ayumi Oka        | 6–3, 1–6, [5–10]       |
| Campeona    | 3.  | 26 de septiembre de 2009 | Makinohara, Japón      | Carpet     | Erika Sema        | Mari Tanaka Tomoko Yonemura       | 6–0, 6–0               |
| Subcampeona | 3.  | 18 de mayo de 2013       | Saint-Gaudens, Francia | Arcilla    | Stéphanie Dubois  | Julia Glushko Paula Ormaechea     | 5–7, 6–7(11–13)        |